# Tunica
Los túnica o yoron, cuyo nombre proviene de ta-uni-ka (el pueblo), son una tribu amerindia. Estaban divididos en cinco tribus: griga, koroa, yazoo, tiv y túnica.

## Idioma
El idioma túnica, es de tronco desconocido, aunque Edward Sapir consideraba que hacía parte del grupo lingüístico hoka-sioux.

## Localización
Vivían en la confluencia del río Yazoo (Misisipi). Actualmente viven en Marksville (Luisiana) con los biloxi.

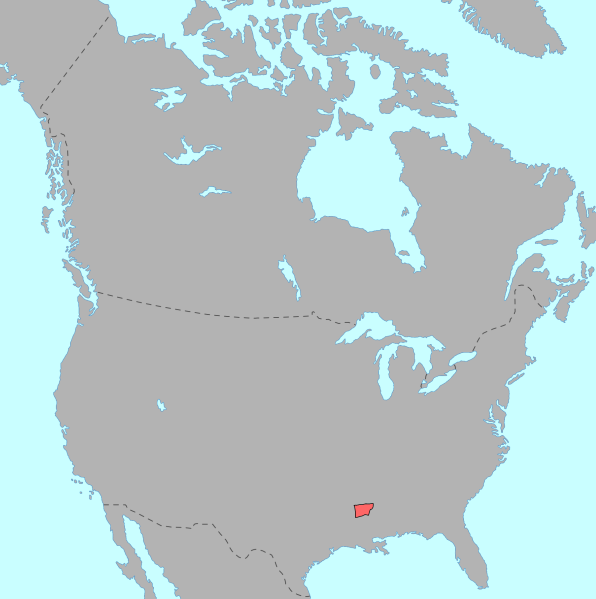
Distribución de los tunica.

## Demografía
En 1699 quedaban 260, posiblemente con 50 o 60 viviendas; Pierre Le Moyne d'Iberville, sin embargo, los calculó en un millar el 1 de noviembre de 1700 (2000 con los yazoo); en 1802 eran 120 (pero 450 con los biloxi) y en 1908 solo se reconocían 30 tunica. En 1890 había 25 en Luisiana, pero John Wesley Powell afirmaba que eran 43 en 1910. Según el censo de 2000, había registrados 648 tunica-biloxi.

## Costumbres
Los túnica o thonnica estaban relacionados con los atakapa y chitimacha, y a finales del siglo XVIII vivían en la zona de Marksville. Se dedicaban al cultivo de la calabaza y del maíz, de lo cual se encargaban las mujeres, y celebraban las fiestas de dicho producto. Fabricaban canoas que podían llevar hasta 80 guerreros. Jugaban al lacrosse.
Creían en un dios femenino que representaba el sol, al cual dedicaban un templo, que era el foco de las actividades religiosas, con figuras de tierra de una mujer (el duelo) y una rana (el mundo subterráneo). Enterraban a sus muertos en tumbas alineadas, boca arriba y con la cabeza orientada al poniente. 
Los guerreros se tatuaban. Usaban flechas fabricadas con piedras triangulares.
Eran buenos artesanos cesteros y alfareros, y desde 1700 explotaban la sal con miras comerciales.

## Historia
Se sabe poco de su historia antigua, excepto que en 1500 estaban integrados en la llamada cultura de los montículos, y que se dividían en dos poblados, Grand y Petit Tonicas.
En 1541 el español Hernando de Soto llegó al poblado de Quizquiz (hoy Clarksdale, Misisipi), donde capturó 300 indios y pactó con su jefe Aquixo. Los describió como un pueblo altamente organizado. Aquixo, además, era un subalterno de otro jefe llamado Pacaha o Capaha. Sus poblados estaban formados por túmulos de tierra, y su religión y sociedad eran bastante complejas. Sin embargo, una epidemia provocó en 1561 la pérdida de entre el 70 y el 80% de los efectivos de la tribu. 
No volverían a ser visitados por los blancos hasta que llegaron los franceses Louis Jolliet en 1673 y René Robert Cavelier de La Salle en 1681, que recorrían todo el Misisipi.
En 1706 los ingleses y chickasaw les atacaron y expulsaron del Yazoo. Entonces se fueron con Le Moyne a Portage de la Croix, zona de control de acceso al río Red, donde en 1730 fueron visitados por Fr. Dumont de Montigny.
Cahura-Jolego, jefe de los tunica de 1712 a 1731, fue bautizado en 1727 y visitado en 1719 por Jean-Baptiste Bernard de la Harpe, quien afirmó que solo disponía de 120 guerreros. Aun así, en 1712 habían ayudado a los franceses a tomar Fort Natchitoches, y en 1716 ayudaron a los defensores de Fort Rosalie contra los natchez, razón por la que en 1729 volvieron a ser atacados por los chickasaw y los natchez. Estos últimos mataron a su jefe y diezmaron la tribu en 1731, razón por la que el nuevo jefe Bride-les Boeufs, les trasladó a Tunica Bayou, donde en 1740 fueron bautizados 27 niños. En 1733 ayudaron a Etienne de Perirer contra los chickasaw.
En 1758 solo disponía de 60 guerreros, al tiempo que Louis Bilbuart de Kerlerec afirmaba que su número disminuía a causa del alcohol. En 1753-1763 apoyaron a los franceses contra los ingleses y, desde 1764 atacaron los convoyes ingleses hasta que firmaron la paz con Gran Bretaña y se establecieron en Pointe Coupée, donde tenían 30 cabañas.
En 1779 unos 160 ayudaron al español Bernardo de Gálvez y a los rebeldes norteamericanos a capturar Baton Rouge. Así, en 1780-1790 fueron recolocados en Marksville (Misisipi) por los españoles, pero en 1803, tras la Compra de Luisiana, pasaron a los EE. UU. En 1806 John Sibley, comisionado federal indio en Luisiana, redactó un informe sobre ellos, y entonces comenzaron a trabajar en Nueva Orleans como marineros. 
En 1924 los tunica reclamaron su reconocimiento como tribu. Su jefe Sesostrie Youchigant (muerto en 1940), último parlante de tunica que enseñó su lengua a Mary Rosamund Haas, organizó la Fête du Blé durante unos años. Y en 1934 los jefes Eli Barbry y Horace Pierite reclamaron el reconocimiento tribal aprovechando la aprobación del IRA.
En 1960 iniciaron una disputa legal con Leonard Charrier, quien les había arrebatado el “tesoro tunica”, dirigido por su último jefe, Joseph Alcide Pierite (1955-1975). Así mismo, en 1974 se constituyó el Consejo Tribal Tunica Biloxi Tribe of Louisiana, y en octubre de 1986 el jefe Earl Barbyr consiguió que el Tribunal Supremo les reconociese la propiedad del Tesoro Tunica.